# 雅克·埃雷拉
雅克·埃雷拉（法語：Jacques Errera，1896年9月25日—1977年3月30日），比利时物理化学家，研究方向为物质的分子组成。他曾在布鲁塞尔自由大学工作。1938年，他获得了法朗基精确科学奖。
他是伊莎贝尔·埃雷拉的儿子。